# 友誼定理
友誼定理（Friendship Theorem）說明：在一群人数不少於三的人群中，若任意兩人都剛好只有一個共同認識的人，這群人中總有一人是所有人都認識的。
在圖論的角度來說，一幅圖，若每個頂點都跟另一個頂點剛好只有一個共同相鄰的頂點，這幅圖中有一個頂點和其他頂點都相鄰。